# 呂特克貝克河
52°6′8.28″N 7°41′43.52″E / 52.1023000°N 7.6954222°E
呂特克貝克河（德語：Lütke Beeke），是德國的河流，位於該國西部，處於北萊茵-威斯特法倫州，屬於埃爾廷米倫巴赫河的支流，河道全長11公里，流域面積13.2平方公里。